# نشان ملی جمهوری ایرلند
نشان ملی جمهوری ایرلند در سال ۱۹۴۵ میلادی برگزیده شد ولی قدمت آن به سال‌های ۱۵۴۱ میلادی و حتی ۱۲۸۰ میلادی نیز می‌رسد هرچند تغییراتی جزئی در آن صورت گرفته‌است بیشتر تغییرات مربوط به چنگ آن است که برای مدتی بر دستهٔ چنگ تصویر زنی با سینه‌های عریان نقش بسته بود که در حال درآمدن از پیله با بال است و آماده پرواز اما امروزه این قسمت چنگ حذف شده‌است

## نگارخانه

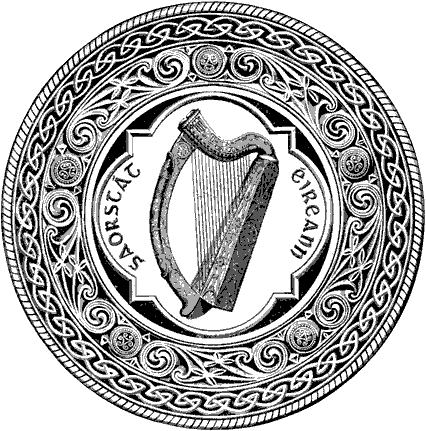
نشان رسمی ایرلند(۱۲۸۰)
نشان رسمی ایرلند(۱۵۴۱)